# Щастливый, Сергей Николаевич
Серге́й Никола́евич Щастли́вый (укр. Сергій Миколайович Щастливий; род. 5 февраля 1977, Кролевец, Сумская область) — украинский футболист, игравший на позиции защитника

## Биография
Воспитанник ДЮСШ «Импульс» (город Шостка), первый тренер — Николай Безверхий. Начинал карьеру в любительском чемпионате Украины, выступая за клубы из Сумской области «Свема» (Шостка) и «Пищевик» (Поповка). В 1999 году, в составе сборной Украины среди любителей, отправился на любительский чемпионат Европы, где команда, под руководством Юрия Коваля и Павла Яковенко завоевала бронзовые награды. В 2000 году стал игроком клуба высшей лиги — кировоградской «Звезды», возглавляемой Ковалем. Дебютировал в чемпионате Украины 26 мая 2000 года, выйдя в стартовом составе в домашнем матче против киевского ЦСКА. В дебютном сезоне провёл за главную команду 5 игр. Остался в кировоградском клубе после его вылета в первую лигу, где со временем стал одним из основных защитников. В 2003 году, в составе «Звезды» стал победителем первой лиги и вернулся в элитный дивизион. Проведя ещё год в Кировограде, по итогам которого команда заняла последнее место в чемпионате и из-за финансовых проблем выбыла во вторую лигу, покинул клуб.
В 2004 году, вместе с Ковалем и рядом бывших игроков «Звезды», перешёл в луганскую «Зарю». Вместе с командой завоевал в дебютном сезоне бронзовые награды дивизиона. На следующий год стал игроком киевской «Оболони», где снова стал третьим призёром лиги, а по окончании сезона покинул клуб. Затем, без особого успеха, выступал за футбольный клуб «Львов» и ивано-франковское «Прикарпатье» в первой лиге. Последнюю игру на профессиональном уровне провёл в 2007 году. По завершении карьеры выступал за любительскую «Еднисть-2» из Плисок (в составе которой стал обладателем любительского кубка Украины и провёл одну игру в Кубке Украины среди профессионалов) и «Полесье» из Добрянки. Затем вернулся в родной Кролевец, где играл в коллективах, выступавших в чемпионате Сумской области.

## Достижения
- Победитель первой лиги Украины: 2002/03
- Бронзовый призёр первой лиги Украины (2): 2004/05, 2005/06